# 鳥居忠則
鳥居 忠則（とりい ただのり）は、江戸時代前期の大名。信濃高遠藩の第2代藩主。壬生藩鳥居家4代。

## 生涯
正保3年（1646年）、信濃高遠藩初代藩主・鳥居忠春の長男として生まれる。
寛文3年（1663年）、父・忠春が死去したため家督を相続するが、父同様に暗愚な藩主であった。逸話として藩財政難により木曽や松本の商人から借金しては返済を拒否したために、商人が江戸幕府に訴えたほどであったという。
元禄2年（1689年）6月、江戸城馬場先門の守衛を務めていた忠則の家臣・高坂権兵衛が、持ち場を離れて旗本・平岡頼恒の長屋を覗いた罪により逮捕、取調中に主家に累が及ぶことを恐れて舌を噛み切って自殺する事件が起きた。忠則は幕府から家中不取締を咎められて閉門を命じられたが、閉門中の同年7月23日に急死した（一説では自害したともいわれる）。
江戸幕府は、忠則の藩政の評判や家臣団統制の拙さから、忠則の後嗣であった次男・忠英の家督相続を認めず、所領を没収・改易された。しかし、鳥居氏が鳥居元忠以来の名族・功臣の家系であるという経緯もあって、幕府としても取り潰すわけにはいかず、特例として忠英に能登国内の内、鹿島・珠洲・鳳至・羽咋四郡の内の1万石を与えて能登下村藩を立藩させた。

## 系譜
父母
- 鳥居忠春（父）
- 三浦正次の娘（母）

正室
- 森長継の娘

側室
- 福永氏
- 神谷氏

子女
- 鳥居忠英（次男）生母は福永氏（側室）
- 鳥居忠瞭（五男）生母は神谷氏（側室）